# Patti Pavilion
Le Patti Pavilion est un théâtre et une salle de concert dans le Victoria Park, au sud-est de Swansea, au pays de Galles. Proposant concerts, spectacles et expositions, son nom provient de la soprano du XIXe siècle Adelina Patti.

## Histoire
En 1918, la soprano Adelina Patti fait don du bâtiment qui est dans son jardin à Craig-y-Nos Castle, avant qu'il ne soit déménagé au Victoria Park et désormais classé Grade II au patrimoine britannique.
Le bâtiment est légèrement rénové en 1994 pour le Challenge Anneka de la BBC avant d'être fortement endommagé en 2006 par un incendie criminel. Le Patti Pavilion est intégralement refait de fin 2007 à 2009 pour la somme de 3 millions de £, se parant au passage d'un restaurant indien,